# قره‌بجاق
قره‌بجاق (به لاتین: Qarabucaq) یک منطقه مسکونی در جمهوری آذربایجان است که در شهرستان کردامیر واقع شده است. قره‌بجاق ۱۴۸۵ نفر جمعیت دارد.